# Cody Fern
Cody Fern es un actor y cineasta australiano. Después de su debut cinematográfico en Las Tribus de Palos Verdes (2017), interpretó a la víctima de asesinato David Madson en la serie de FX The Assassination of Gianni Versace: American Crime Story (2018). Más tarde ese año, Fern tuvo su gran actuación como Michael Langdon en American Horror Story: Apocalypse. También apareció en la última temporada del drama de Netflix House of Cards como Duncan Shepherd.

## Primeros años y educación
Fern nació en Southern Cross, en la zona rural de Australia Occidental. Asistió a un internado en Merredin Senior High School y se graduó de la Universidad Tecnológica de Curtin con un título honorífico en comercio en 2009.

## Carrera
En 2011 interpretó a un joven Romeo en Shakespeare WA en su producción de Romeo y Julieta, Lindsay en El Cisne Negro de la Compañía de Teatro Jandamarra, y el conde de Southampton en la producción estreno mundial de magos en el teatro del estado de Australia Occidental. Ha aparecido en una serie de cortometrajes, incluyendo el ganador de un premio de la pantalla de Australia Occidental por su interpretación en Still Take You Home (2010) y The Last Time I Saw Richard (2014).
Fern se ha entrenado con entrenadores de actuación bien conocidos, como Ellen Burstyn, Larry Moss y Susan Batson. Desempeñó el papel principal de Albert en la producción de Caballo de Guerra del Teatro Nacional de Gran Bretaña, que recibió elogios de la crítica.
En 2014, fue el ganador de la Beca Heath Ledger.
Apareció como Jim Mason en Las tribus de Palos Verdes y escribió, dirigió y protagonizó el cortometraje Piscis junto a Keir Gilchrist en 2017.
En 2018, debutó en la aclamada serie de antología The Assassination of Gianni Versace: American Crime Story, de FX, como David Madson. Más tarde se anunció que protagonizaría el papel regular de Duncan Shepherd en la última temporada de House of Cards. El mismo año, interpretó al Anticristo Michael Langdon en la octava temporada de la serie de antología de terror American Horror Story, titulada Apocalipsis.

## Filmografía

### Películas
| Año  | Título                      | Rol                 | Notas                                  |
| ---- | --------------------------- | ------------------- | -------------------------------------- |
| 2008 | Hole in the Ground          | Zach                | Cortometraje                           |
| 2010 | Still Take You Home         | Milk                | Cortometraje                           |
| 2010 | Drawn Home                  | Steve               | Cortometraje                           |
| 2014 | The Last Time I Saw Richard | Richard             | Cortometraje                           |
| 2017 | Las Tribus de Palos Verdes  | Jim Mason           |                                        |
| 2017 | Pisces                      | Charlie             | Cortometraje; como director y escritor |
| 2018 | The Great Darkened Days     | Travelling Salesman |                                        |
| 2022 | Father Stu                  | Jacob               |                                        |

### Televisión
| Año  | Título                                                    | Rol             | Notas                  |
| ---- | --------------------------------------------------------- | --------------- | ---------------------- |
| 2014 | Christmas Eve, 1914                                       | Arnold Chapman  | Película de televisión |
| 2018 | The Assassination of Gianni Versace: American Crime Story | David Madson    | 4 episodios            |
| 2018 | American Horror Story: Apocalypse                         | Michael Langdon | 9 episodios            |
| 2018 | House of Cards                                            | Duncan Shepherd | 6 episodios            |
| 2019 | American Horror Story: 1984                               | Xavier Plympton | 7 episodios            |
| 2021 | American Horror Stories                                   | Stan Vogel      | 2 episodios            |

### Videojuegos
| Año  | Título                   | Rol        |
| ---- | ------------------------ | ---------- |
| 2023 | Star Wars: Jedi Survivor | Dagen Gera |